# Forces démocratiques alliées
Pour les articles homonymes, voir FDA et ADF.
Les Forces démocratiques alliées (en anglais Allied Democratic Forces, ADF ou ADF-Nalu) sont un groupe armé ougandais fondé en 1995 et regroupant des mouvements d'opposition au président Yoweri Museveni. L'organisation s'est depuis lors déplacée en république démocratique du Congo (RDC).
Au commencement essentiellement composé d'islamistes du mouvement tabligh, les ADF-Nalu est dirigé de 2007 à son arrestation en 2015 par Jamil Mukulu, un chrétien converti à l'islam, puis par Musa Seka Baluku. Selon plusieurs estimations, les ADF sont composées de 1 500  à   2 000 combattants,. Les ADF sont affiliées à l'organisation État islamique depuis 2017.
Le groupe armé a tué des milliers de civils et multiplié les pillages dans le nord-est de la RDC, en dépit du déploiement de l’armée ougandaise (UPDF) aux côtés des forces armées congolaises (FARDC) dans la zone.

## Histoire
Les Forces démocratiques alliées (ADF) sont fondées fin 1995 par la réunion de plusieurs mouvements d'opposition au président Yoweri Museveni dont le Mouvement démocratique allié, l'Armée nationale de libération de l'Ouganda et l'Armée de libération musulmane de l'Ouganda ainsi que d'anciens soldats des Forces armées zaïroises et rwandaises en 1996. Implanté dans la chaîne du Rwenzori, le mouvement élève son effectif en un an d'existence de 500  à   1 500 combattants et étend son activité dans le sud-ouest du pays[Lequel ?],.
Lors de l'Accord de cessez-le-feu de Lusaka, plusieurs pays participants à la deuxième guerre du Congo décident d'une coopération militaire visant à désarmer milices et groupes rebelles actifs dans la région. L'Armée ougandaise obtient plusieurs victoires militaires sur les ADF, les encerclant par le territoire congolais. Le mouvement éclate en plusieurs petits groupes, actifs en RDC, et dans le sud (près des frontières avec la république démocratique du Congo et le Soudan du Sud), le centre et l'ouest de l'Ouganda. Isa Lubega et Ali Bwanbale, deux des principaux cadres des ADF sont arrêtés en 2000. Les dernières actions des ADF ont lieu en 2001 (le parc national Rwenzori Mountains, fermé en 1997 à cause de l'insécurité, est rouvert le 2 juillet, sous haute protection). Le mouvement qui conserve une certaine capacité militaire (autour de 500 combattants établis en RDC en 2005) est placé sur la Terrorist Exclusion List des États-Unis. En 2004, la National Army of Liberation of Uganda est suspectée d'actes de guérilla,.

### Arrestation de Jamil Mukulu en 2015
En 2014, les forces armées congolaises lancent l'opération Sokola 1, dans la région de Beni pour prendre d'assaut les caches et bases de la rébellion des ADF. Ils prennent notamment la base de Medina. En mai 2015, Jamil Mukulu est arrêté par la Tanzanie à la frontière entre la Tanzanie et le Kenya. Il est extradé vers l'Ouganda en juillet 2015 et est emprisonné dans l'attente de son jugement à Kampala.

### Intervention ougandaise
En octobre et novembre 2021, plusieurs attentats ont lieu en Ouganda et causent 5 morts (en plus des kamikazes dans le cas des attentats-suicide). Les ADF et l'État islamique revendiquent ces attentats et la police ougandaise les attribue effectivement aux ADF. Ces attentats marquent le retour des ADF en Ouganda,. Pour lutter contre ce retour, l'Ouganda obtient de la RDC l'autorisation, pour l'armée ougandaise, de pénetrer sur le territoire congolais afin d'attaquer les bases des ADF dans les provinces de l'Ituri et du Nord-Kivu. Une opération conjointe entre l'armée ougandaise et les FARDC est menée à partir du 30 novembre, avec des frappes aériennes visant les camps des ADF. Les troupes ougandaises pénètrent ensuite en RDC pour mener l'opération Shujaa (qui signifie « héros » en swahili). Leur nombre initial est estimé à 1 700.
Un attentat-suicide se déroule à Beni dans le Nord-Kivu le 25 décembre 2021. L'attentat fait 8 morts et est attribué aux ADF par le gouverneur militaire du Nord-Kivu,.
Malgré l'opération militaire en cours, un nouveau massacre a lieu à Kikura, près de la frontière, le 28 février 2022. Attribuée aux ADF, cette attaque fait 20 morts parmi les villageois. Puis, mi-mars une trentaine de personnes sont tuées dans le Nord-Kivu. Et peu après, dans la chefferie de Walese Vonkutu du territoire d'Irumu, au moins 52 personnes sont tuées dans des attaques sur 6 villages. Toutes ces attaques sont attribuées aux ADF.
Le bureau conjoint des Nations unies pour les droits de l'homme en RDC recense, pour l'année 2021, au moins 1 311 personnes tuées par les ADF. En juin 2022, les ADF ont tué au moins 160 personnes et enlevé 29 autres. Le député de Goma, Jean-Baptiste Kasekwa, rapporte que le commandement militaire lui a dit ne plus avoir de munitions et que des militaires sont retirés de la lutte contre les ADF pour affronter le M23, une autre rébellion en RDC.
En août 2022, la prison de Kakwangura à Butembo est attaquée et plus de 800 prisonniers sont libérés. L'armée congolaise attribue cette attaque à un groupe de 80 personnes, des membres des ADF et des miliciens Maï-Maï. Cette opération est vue comme un signe que les ADF déplacent leurs opérations vers Butembo car l'opération congolo-ougandaise Shujaa ne se déroule pas dans cette région.
En août 2023, l'armée ougandaise livre un premier bilan de l'opération Shujaa. Selon elle, 500 membres des ADF ont été tués et une cinquantaine ont été faits prisonniers depuis novembre 2021. L'armée considère que les ADF sont « hors d'état de nuire ».
En avril 2024, dans le cadre de l'opération Shujaa, deux chefs des ADF sont tués : le docteur « Musa » et le commandant « Bagdad ». Les rôles de ces deux personnes au sein des ADF sont toutefois peu clairs.

### Financement
Les ADF se financent en organisant la contrebande de café, de bois et d'or entre l'Ouganda et la RDC.
Les ADF bénéficient aussi de financements en provenance de Somalie. Un réseau de financement fermé en 2021 a ainsi versé plus de 300 000 dollars aux ADF selon la Bridgeway Foundation, une organisation liée au groupe financier Bridgeway Capital Management (en).

## Activités

### 1998
En juin 1998, les ADF attaquent l'université technique d'Ouganda (en) à Kichwamba, dans le district de Kabarole, en Ouganda. Ils mettent le feu à plusieurs dortoirs où 80 étudiants sont brûlés vifs. Les ADF enlèvent plus de cent étudiants lors de cette attaque.

### Bataille de Semuliki en 2017
Le 7 décembre 2017, l'attaque de la base de la MONUSCO à Semuliki, dans une zone forestière près de la frontière avec l'Ouganda est attribuée aux ADF par l'ONU.
Les combats font 15 morts, 53 blessés et 3 disparus parmi les casques bleus tanzaniens,, environ la moitié des casques bleus présents dans la base ont été tués ou blessés. Il s'agit de l'attaque la plus meurtrière contre une force de l'ONU depuis 1993.

### Offensive de novembre 2018
En réponse aux attaques des ADF qui resserrent leurs emprises dans la région de Béni, l'armée congolaise avec la MONUSCO lancent une offensive visant à déloger les djihadistes de la région.
Le 14 novembre, les ADF attaquent le contingent du Malawi, quatre soldats sont tués.
Le 15 novembre, lors d'une offensive, sept casques bleus Malawites et un Casque bleu Tanzanien meurent lors des combats, douze autres Casques Bleus sont blessés, douze autres militaires Congolais sont également tués, 50 autres blessés,.
Le 17 novembre, vers 20 h, la base du contingent du Malawi, aux abords de la ville de Béni, est la cible d'une attaque des ADF, les combats durent deux heures.
Selon plusieurs commandants FARDC, des centaines de soldats de l'armée congolaise ont été tués en 2018 lors des combats contre les ADF.
L'armée congolaise a annoncé avoir perdu au moins 2 000 militaires depuis octobre 2014 dans la région de Beni, dans l'est de la république démocratique du Congo, lors des combats contre les ADF,.

### Attaque de la prison de Béni
Le mardi 20 octobre 2020, dans la région de Béni, les ADF attaquent la prison de Kangbayi, l'attaque très bien préparée est un succès selon les médias locaux, plus de 1 300 prisonniers s'évadent de la prison.
Ce n'est pas la première fois qu'une prison dans la région de Béni est la cible d'attaque, en effet en juin 2017, les ADF ont attaqué une autre prison dans la région de Béni, libérant 930 détenus,.

### Attaque de la prison de Butembo
Le 10 août 2022, les ADF lancent une attaque contre la prison centrale de Butembo. Au moins 800 prisonniers sont libérés et deux gardiens sont tués. Cette attaque provoque la colère de la population, menant à de violentes manifestations, 5 policiers sont abattus par la population. Le 26 juillet déjà, 4 casques bleus avaient été tués lors d'une manifestation dans la ville de Butembo.

### 2023
Dans la nuit du 8 au 9 mars 2023, les ADF lancent 2 attaques sur des villages du territoire de Beni faisant plus de 40 morts.
En juin, les ADF sont responsables de deux attaques en RDC : le 8, 12 personnes sont tuées sur le territoire de Beni et le 12, au moins 8 personnes sont tuées à Kasindi, à la frontière avec l'Ouganda,. Le 16 juin, les ADF font au moins 41 morts dans l'attaque d'un lycée dans le district de Kasese en Ouganda,.
En octobre, une attaque attribuée aux ADF à Oicha, dans le territoire de Beni, fait au moins 26 morts.

### 2024
Début juin 2024, au moins cent cinquante personnes sont tuées par les ADF dans plusieurs attaques dans les territoires de Beni et de Lubero,. En juillet, les ADF multiplient les attaques autour de Beni tuant une quarantaine de personnes.
En octobre, 11 personnes sont tuées, lors d'une double attaque des ADF, dans le territoire de Lubero, en province du Nord-Kivu.
Selon plusieurs observateurs locaux, pour lutter contre l'offensive du M23, plusieurs unités des FARDC sont déplacées et quittent la région de Béni en novembre. Cela permet aux ADF d'augmenter ses attaques.

### 2025
Dans un rapport d'experts de l'ONU, l'opération congolo-ougandaise Shujaa est jugée inefficace dans sa lutte contre les ADF. Un nouveau mémorandum est signé par la RDC et l'Ouganda en juin 2025. Les armées congolaises (FARDC) et ougandaise (UPDF) mènent une nouvelle offensive contre les ADF à partir de juillet 2025 près de Lolwa, non loin de l'Ouganda. Les ADF tuent alors une trentaine de civils dans trois attaques séparées dans la chefferie de Walesse Vonkutu du territoire d'Irumu. Des militants des ADF attaquent le 27 juillet, la ville de Komanda, tuant au moins 43 personnes, lors d'une veillée dans une église catholique,,. Entre le 9 et le 16 août, des attaques des ADF dans plusieurs localités des territoires de Beni et de Lubero, dans la province du Nord-Kivu, font au moins 52 morts.

## Liens avec l'État islamique
Après la capture de Mukulu, Musa Seka Baluku prend la direction des ADF. Selon plusieurs estimations, les ADF sont composées, à la fin des années 2010, par 300  à   600 combattants,.
Après différents échecs militaires de 2011 à 2016, les forces des ADF sont réduites. Elles commencent alors, à partir de 2017, des attaques contre les civils. En même temps, les ADF montrent les signes d'un retour à une idéologie salafiste djihadiste.
Les ADF font allégeance à l'organisation État islamique en octobre 2017 et modifient le nom de l'organisation en Madinat Tawhid wa-l-Muwahidin ou ADF-MTM. Toutefois, l'implication de l'État islamique dans le financement, l'organisation, l'armement ou le recrutement des ADF-MTM reste limitée.
Ce repositionnement idéologique permet aux ADF de recruter des soldats musulmans en RDC, au Burundi, au Rwanda, en Tanzanie et en Ouganda. Les ADF recrutent aussi en Afrique du Sud.
En avril 2019, l'État islamique revendique pour la première fois une attaque menée par les ADF-MTM contre une caserne des forces de la RDC et de la MONUSCO. Cette revendication ne convainc toutefois pas tous les experts de la profondeur des liens entre l'EI et les ADF-MTM,.
En mars 2021, le département d'État des États-Unis déclare que les ADF et l'État islamique en Afrique centrale sont une même structure et donc que les ADF sont un groupe affilié à l'État islamique. Cette désignation entraîne le blocage des avoirs aux États-Unis des membres des ADF et de possibles sanctions contre toute personne ou entité ayant des relations avec les ADF,.
En juin 2021, les experts de l'ONU déclarent ne pas avoir trouvé de preuve solide permettant d'affirmer que l'État islamique en Afrique centrale contrôle ou dirige les opérations des ADF, ni que l'État islamique en Afrique centrale aide les ADF avec de l'argent, des armes ou des hommes. Pour eux, chacune des deux structures communique sur les activités des deux groupes pour augmenter son importance et améliorer sa propagande. Ces experts considèrent aussi que les points forts des ADF sont sa connaissance du terrain, supérieure à celles des FARDC, sa capacité de recrutement et sa connaissance dans la fabrication et le dépôt de bombes artisanales.
Le 10 juin 2022, les membres du groupe d’experts de l’Organisation des Nations unies sur la république démocratique du Congo ont publié les résultats de leurs investigations menées en rapport avec la situation sécuritaire dans l'est du Congo. Selon ce rapport, l'allégeance à l'État islamique a permis aux ADF de renforcer leurs réseaux et d'étendre leur portée de recrutement, de collecte de fonds, d'organiser des attaques au-delà des frontières de la république démocratique du Congo.
Les ADF défendent et instrumentalisent plusieurs positions idéologiques et ethniques et chacune de ces positions est destinée à un groupe particulier. Également, depuis son affiliation avec l'ISCAP, les ADF ont renforcé leur application de la charia dans leurs camps.
Le drapeau « officiel » des ADF est sujet à débat : en 2019, elles utilisent un drapeau avec leur nouveau nom : « Madina at Tauheed Wau Mujahedeen » (le nom est écrit en alphabet latin et arabe (en français : Cité du monothéisme et des Moudjahiddines) ; d'autres sources utilisent toujours le drapeau historique tandis que des photos montrent des membres des ADF avec le drapeau de l'État islamique.